# Cape Agulhas
Cape Agulhas is een wijndistrict in Zuid-Afrika, vernoemd naar Kaap Agulhas, de meest zuidelijke punt van Afrika. Het district behoort tot de wijnregio Cape South Coast in de West-Kaap.
Bijna alle wijngaarden liggen in de enige ward die deze regio kent, namelijk "Elim". Elim is ongeveer 136 hectare groot en kent een arme, mineraal rijke bodem van kiezel, klei en fossielrijke schalie. Het heeft daarnaast een relatief koel klimaat dat zorgt voor een langzame rijping van de druiven. De belangrijkste druif is de Sauvignon Blanc, waarvan mooie witte wijnen worden gemaakt, maar ook worden er verdienstelijke rode wijnen gemaakt van blends van onder andere Cabernet Sauvignon, Shiraz en Merlot.